# White Christmas (film)
White Christmas är en amerikansk romantisk musikalfilm från 1954 i regi av Michael Curtiz. I huvudrollerna ses Bing Crosby, Danny Kaye, Rosemary Clooney och Vera-Ellen. Den är filmad i VistaVision och Technicolor. Filmen innehåller ett fång Irving Berlin sånger, inklusive en ny version av titelspåret, "White Christmas", som först framfördes av Crosby i filmen Värdshuset Fritiden. Filmen är känd för att vara den första att släppas i formatet VistaVision, en widescreenprocess som utvecklats av Paramount.

## Handling
De två sångarna och dansarna Bob Wallace och Phil Davis slår sig ihop efter andra världskriget då de varit i samma förband i armén. De bildar en av de hetaste duorna i showbusiness. De hittar två systrar som uppträder tillsammans, Systrarna Haynes, med vilka de reser till Vermont över julhelgen. Phil och Judy försöker gemensamt få ihop Bob och Betty. 
Väl i Vermont upptäcker de att den som driver hotellet är ingen annan generalmajor Waverly som ledde Bob och Phils division i kriget och som nu har fått ekonomiska bekymmer. Det är nämligen helt grönt i Vermont och det finns därmed inga gäster under högsäsongen. Bob och Phil bestämmer sig för att sätta upp en show för att få in pengar till generalens verksamhet. Samtidigt så får generalen även avslag på sin förfrågan om att återvända till armén. Även detta tänker Bob och Phil göra något åt, de vill påminna honom om hur mycket han betyder för så många. De går ut i TV och ber alla som var med i 151:a divisionen att åka till Columbia Inn i Pine Tree, Vermont på julafton för att hylla generalmajor Tom Waverly. 
Trots detta fina initiativ så blir det missförstånd och förvecklingar systrarna och armévännerna emellan. Betty överger Bob, showen och Vermont för att istället uppträda själv i New York. Väl där inser hon att hon har missförstått Bobs intentioner bakom showen helt och återvänder i lagom tid till föreställningen. 
I finalen sjungs "White Christmas", Betty bekänner sina känslor för Bob, Phil och Judy är inte sena att ansluta i att bekänna sina för varandra. Scenfonden lyfts bort och avslöjar ett efterlängtat snöigt vinterlandskap. Alla i salongen lyfter sina glas och skålar: "May your days be merry and bright; and may all your Christmases be white."

## Om filmen
Sången "White Christmas" (som sjungs av Bing Crosby) förekom första gången i filmen Värdshuset Fritiden från 1942, där den belönades med en Oscar för bästa sång. I dag är det en av de mest kända julsångerna. Även denna film belönades med en Oscar för bästa sång, dock för låten "Count Your Blessings Instead of Sheep". All musik i filmen är Irving Berlins. 
Filmen släpptes på VHS 1986, på DVD 2000 och på Blu-ray 2010, den har också släppts i ett antal olika special- och samlarutgåvor.

## Rollista i urval
- Bing Crosby - Bob Wallace
- Danny Kaye - Phil Davis
- Rosemary Clooney - Betty Haynes
- Vera-Ellen - Judy Haynes
- Dean Jagger - Generalmajor Thomas F. Waverly
- Mary Wickes - Emma Allen
- Johnny Grant - Ed Harrison
- John Brascia - Joe, Judy Haynes danspartner
- Anne Whitfield - Susan Waverly
- Percy Helton - tågkonduktör
- I. Stanford Jolley - stins
- Barrie Chase - Doris Lenz
- George Chakiris - dansare i numren 'Mandy' och 'Love'
- Sig Ruman - hyresvärd
- Grady Sutton - generalens gäst
- Herb Vigran - Novello

## Musik i filmen
- "White Christmas" (Crosby)
- "The Old Man" (Crosby, Kaye och kör)
- Medley: "Heat Wave"/"Let Me Sing and I'm Happy"/"Blue Skies" (Crosby och Kaye)
- "Sisters" (Clooney och Vera-Ellen)
- "The Best Things Happen While You're Dancing" (Kaye och Vera-Ellen)
- "Sisters (reprise)" (Crosby och Kaye)
- "Snow" (Crosby, Kaye, Clooney och Vera-Ellen)
- Minstrelnummer: "I'd Rather See a Minstrel Show"/"Mister Bones"/"Mandy" (Crosby, Kaye, Clooney och kör)
- "Count Your Blessings Instead of Sheep" (Crosby och Clooney)
- "Choreography" (Kaye)
- "The Best Things Happen While You're Dancing (reprise)" (Kaye och kör)
- "Abraham" (instrumental)
- "Love, You Didn't Do Right By Me" (Clooney)
- "What Can You Do with a General?" (Crosby)
- "The Old Man (reprise)" (Crosby och kör)
- "Gee, I Wish I Was Back in the Army" (Crosby, Kaye, Clooney och Stevens)
- "White Christmas (finale)" (Crosby, Kaye, Clooney, Stevens och kör)

### Fotnoter
1. ↑  ”White Christmas” (på engelska). Box Office Mojo. 14 oktober 1954. http://www.boxofficemojo.com/movies/?id=whitechristmas.htm. Läst 15 oktober 2016.